# 非机动车
非机动车指以人力或畜力驱动、不使用发动机的道路车辆，如：自行车、三轮车、马车、牛车等。

## 各地規範

### 中华民国
法律上将“非机动车”称为“慢车”，依据为《道路交通管理处罚条例》第69条、第70条：
“慢车”包括：人力车辆（如自行车、三轮车）、畜力车辆（如牛车、马车）。其中，自行车又细分为：普通自行车、电动辅助自行车（Pedelec）、电动自行车（不需驾照但需登记）等类型。
电动自行车、行动辅具（如电动轮椅）也被视为慢车管理，需符合车辆规格规范，部分需至监理站登记，并贴上识别标志。肇事时，慢车驾驶人承担的是民事与行政责任，与机动车责任区分处理。

### 马来西亚
对“非机动车”的法律定义相对宽泛，主要涵盖自行车、三轮车、牛车、马车、人力车等未使用任何机械动力的车辆。相关定义可见于《1987年陆路交通法令》（Road Transport Act 1987）第2条中的“vehicle”与“pedal bicycle”。
目前马来西亚将电动滑板车（e-scooter）与电动自行车（e-bike）视为特种车辆，若其最高时速不超过25km/h、动力输出不超过250W，可归类为“低速非机动车”，但仍需遵守道路安全管理规定。
2021年起，政府对电动代步工具进行更严格限制，如禁止电动滑板车上公路，仅允许在人行道、公园范围内使用。
肇事责任方面，人力非机动车使用者在交通事故中主要承担民事责任，但若违反交通规则（如逆行、红灯通行），亦可被罚款或控以轻罪。

### 中华人民共和国
根据中华人民共和国法律，非机动车还包括虽有动力装置驱动但设计最高时速、空车质量、外形尺寸符合相应标准的残疾人机动轮椅车、电动自行车等车辆。由于速度比机动车慢，因此非机动车肇事适用和机动车肇事不同的法规。